# Karl August Dächsel

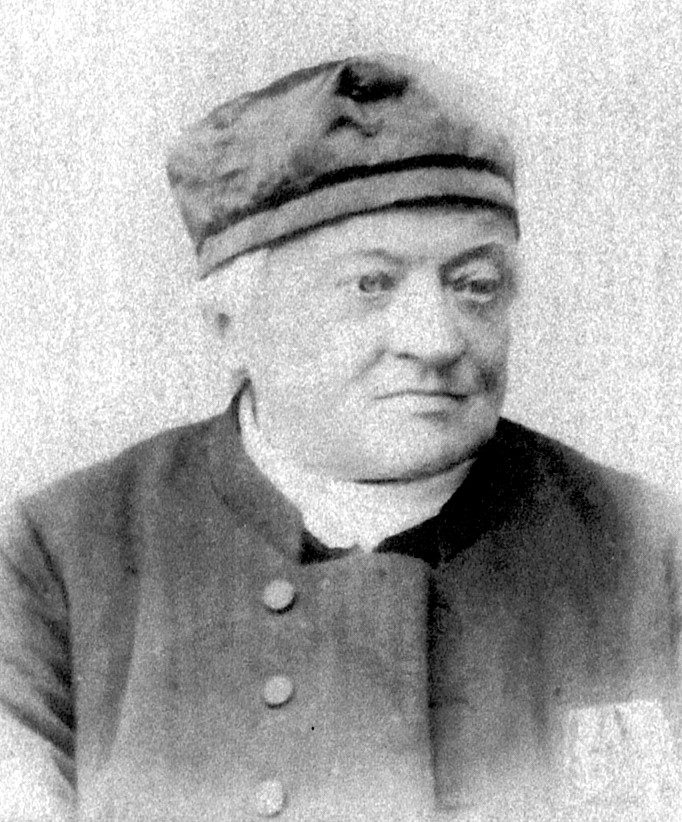
Dächsel in 1898 op 80-jarige leeftijd

Karl August Dächsel (Naumburg, 24 november 1818 - Steinkirche, 23 september 1901) was een Duits predikant en auteur van een bekende en wijdverspreide Bijbelverklaring, Die Bibel oder Die ganze Heilige Schrift Alten und Neuen Testaments, nach der deutschen Übersetzung Dr. Martin Luthers, mit in den Text eingeschalteter Auslegung. 
Dächsel werd geboren in 1818 in een predikantenfamilie als zoon van Karl Dächsel (1790-1858) en Ernestine Kupfer (1792-1825). Hij studeerde Theologie aan de Universiteit van Leipzig. In 1847 wordt hij predikant te Hirschfeld. In 1852 vertrekt hij naar Hohenbocka en in 1858 naar het (tegenwoordig Poolse) Neusalz an der Oder.
Zijn Bijbelverklaring schreef hij in zeven delen tussen 1862 en 1880. Als opzet koos hij voor een doorlopende parafrase. Ds. F. P. L. C. van Lingen bewerkte deze Bijbelverklaring in het Nederlands. Hij kwam tot acht delen, omdat hij bij de tekst van Dachsel gedeelten opnam van tal van andere Duitse en Nederlandse theologen. De Bijbelverklaring wordt nog altijd gebruikt, onder meer binnen bevindelijk gereformeerde kringen in Nederland.